# RK Sevnica
Maillots
Actualités
Dernière mise à jour : 10 août 2014.
Le RK Sevnica est un club de handball, situé a Sevnica en Slovénie, évoluant en 1. A Liga.

## Historique
- ?: Fondation du RK Sevnica.
- 2012: Le club monte en 1. A Liga.